# The Marvels
The Marvels ist ein US-amerikanischer Science-Fiction-Actionfilm von Regisseurin Nia DaCosta, der am 8. November 2023 in die deutschen sowie österreichischen und zwei Tage später auch in die US-amerikanischen Kinos kam. Es handelt sich um den 33. Spielfilm innerhalb des Marvel Cinematic Universe (MCU) und um eine Fortsetzung zu Captain Marvel aus dem Jahr 2019 sowie der Fernsehserie Ms. Marvel aus dem Jahr 2022. In den Hauptrollen sind Brie Larson, Teyonah Parris und Iman Vellani zu sehen.

## Handlung
Kamala Khan befindet sich in ihrem Schlafzimmer in Jersey City und malt Fanbilder von Captain Marvel, Monica Rambeau ist an Bord der S.A.B.E.R-Raumstation, die um die Erde kreist, und Carol Danvers ist allein mit ihrem katzenähnlichen Flerken Goose in den Weiten des Kosmos unterwegs.
Dar-Benn, die neue Anführerin der Kree, holt sich die eine Hälfte der Quantenbänder zurück, von denen Kamala die andere Hälfte besitzt. Dar-Benn macht sich die Kraft des Bandes zunutze, koppelt es mit ihrem Stab, der Universalwaffe, und benutzt es, um einen Sprungpunkt im Weltraum zu zerreißen. Die daraus resultierende Anomalie wird von S.W.O.R.D. entdeckt.
Fury bittet Monica die Sprungpunktanomalie in der Nähe von S.A.B.E.R. zu untersuchen, während Carol den Ursprung des seltsamen Energiephänomens in ihrer Nähe untersuchen soll. Als Rambeau die Anomalie berührt, tauschen sie, Danvers und Kamala durch Teleportation die Plätze. Der Wechsel führt dazu, dass die drei gegen die Kree-Feinde des jeweils anderen kämpfen und das Haus der Khans zerstört wird. Kamala bekommt hierbei Unterstützung von Goose.
Während die drei Frauen an ihre ursprünglichen Orte zurückkehren, besuchen Fury und Rambeau Kamala auf der Erde. Kamala demonstriert eifrig ihre Kräfte, wodurch sie den Platz mit Danvers erneut tauscht. Als Danvers wegfliegt, tauscht sie in der Luft den Platz mit Kamala. Die Gruppe vermutet, dass die lichtbasierten Kräfte von Danvers, Rambeau und Kamala durch Quantenverschränkung miteinander verbunden sind, und dass sie die Plätze tauschen, wenn mindestens zwei von ihnen gleichzeitig ihre Kräfte einsetzen.
Während der Friedensgespräche zwischen den Kree und den Skrulls, bei denen Nick Fury in einer Skrull-Flüchtlingskolonie auf dem Planeten Tarnax ebenfalls anwesend ist, um gegenüber dem Skrull-Imperium sein Versprechen endlich einzulösen und eine neue Heimat für sie zu finden, zerschlägt Dar-Benn die Gespräche der Umsiedlung, indem sie einen weiteren Sprungpunkt aufreißt, der die Atmosphäre von Tarnax nach Hala leitet, um die Luft auf ihrem Planeten wiederherzustellen. Dabei zerstört sie Tarnax und nach einer überstürzten Evakuierung der Kolonie, bei der sehr viele Skrulls ums Leben kommen, bilden Danvers, Rambeau und Kamala ein Team, das von Kamala informell als „The Marvels“ bezeichnet wird. Die geretteten Skrulls werden von Königin Walküre und dem Bifröst in Sicherheit gebracht. 
Wie sich herausstellt, führte die Handlung von Captain Marvel, die Rache an der Obersten Intelligenz nahm, zum Zusammenbruch der Atmosphäre und zu einem Bürgerkrieg zwischen den Kree-Spezies auf ihrer Heimatwelt Hala. Der Konflikt macht den Planeten unfruchtbar, da er seine Luft, sein Wasser und sein Sonnenlicht verlor.
Danvers informiert die anderen über die Legende, dass die Quantenbänder benutzt wurden, um das Sprungpunkt-Transportnetz zu erschaffen. Dar-Benns wiederholte Unterbrechung der Sprungpunkte führt zu einer weiteren Instabilität des Netzwerks und gefährdet das gesamte Universum.
Carol, Monica und Kamala erreichen den Wasserplaneten Aladna vor Dar-Benn und bereiten die dortige Bevölkerung auf den Angriff vor. Dar-Benn schafft es jedoch trotzdem einen weiteren Sprungpunkt aufzureißen, um das Meerwasser nach Hala zu leiten. Bei dem Kampf gelingt es ihr fast, Kamalas Quantenband zu stehlen, und zwingt die drei zur Flucht. Ihr letzter Plan ist es, die Sonne der Erde an sich zu reißen, um die Sonne von Hala wiederherzustellen und sich gleichzeitig an Captain Marvel zu rächen, die seit der Zerstörung der Obersten Intelligenz von den Kree nur noch als „die große Zerstörerin“ bezeichnet wird. 
Als sie den Angriff auf die Erde beginnen, gerät die S.A.B.E.R-Raumstation ins Wanken. Fury kann nicht alle Personen auf S.A.B.E.R. in Sicherheit bringen, weil es zu wenige Fluchtkapseln gibt. Goose kommt zur Hilfe. Sie hatte zuvor dutzende Eier auf der Raumstation verteilt, aus denen nun kleine Flerken-Babys schlüpfen. Die Flerken verschlingen alle übrig gebliebenen Menschen und gehen mit Fury und Kamalas Familie in die letzte Rettungskapsel, die sicher auf der Erde landet. Dort spucken die Flerken alle wieder aus.
The Marvels bekämpfen und überwältigen Dar-Benn, aber sie stiehlt Kamalas Quantenband und benutzt beide Armreife zusammen, um ein weiteres Loch in den Raum zu reißen. Der Aufwand, den sie dabei betreibt, zerstört Dar-Benn und hinterlässt eine Öffnung in das Multiversum. Nachdem Kamala die Bänder zurückerlangt hat, nutzen sie und Danvers ihre gemeinsamen Kräfte, um Rambeau mit Energie zu versorgen, was es ihr ermöglicht, das Loch von der anderen Seite zu schließen, wobei sie jedoch im Multiversum gestrandet ist. Kamala kehrt allein auf die Erde zurück und Danvers fliegt in die Sonne von Hala und nutzt ihre Kräfte, um sie wiederherzustellen und somit zur Retterin der Kree zu werden. Damit herrscht zwischen den Skrulls und Krees wieder Frieden. Anschließend kehrt Carol zur Erde zurück und hilft Kamalas Familie bei dem Umzug in Monicas Haus.
Die kurzlebige Zusammenarbeit mit Danvers und Rambeau inspiriert Kamala dazu, andere Helden aufzusuchen und eine neue Gruppe, die Young Avengers, zu gründen. Dazu besucht sie Kate Bishop, die damit einverstanden ist. Kamala erwähnt, dass Ant-Mans Tochter Cassy auch noch da ist.
In der Mid-Credit-Szene erwacht Rambeau in einem Paralleluniversum in einem Krankenbett, wo sie von einer alternativen Version ihrer Mutter Maria und dem Mutanten Hank McCoy im Labor der X-Men begrüßt wird.

## Produktion
Auf der San Diego Comic-Con 2019 verriet Produzent Kevin Feige erstmals, dass eine Fortsetzung zu Captain Marvel aus dem Jahr 2019 mit Brie Larson in der Hauptrolle in Planung ist. Im Januar 2020 wurde mit Megan McDonnell, die zuvor bereits als Staff Writer für WandaVision tätig war, eine Drehbuchautorin für die Fortsetzung verpflichtet. Der Regieposten wurde mit Nia DaCosta besetzt. Im Dezember 2020 wurde bekannt, dass Teyonah Parris ihre Rolle der Monica Rambeau aus WandaVision erneut aufnehmen werde. Ebenso soll Iman Vellani als Ms. Marvel, die sie in der gleichnamigen Disney+-Serie verkörpern wird, einen Auftritt haben. Als Antagonistin wurde Zawe Ashton verpflichtet.
Ende März 2021 wurde davon ausgegangen, dass die Dreharbeiten Ende Mai beginnen werden, aufgrund von Verzögerungen durch die Corona-Pandemie konnte dies jedoch nicht eingehalten werden. Im Mai 2021 wurde zunächst der Originaltitel The Marvels verkündet. Mitte Juni trat Park Seo-joon der Besetzung für eine noch unbekannte Rolle bei. Im Juli begannen Larson und Parris mit den Vorbereitungen für die Dreharbeiten. Die Dreharbeiten starteten schließlich im August 2021 in den Pinewood Studios in Buckinghamshire, mit Sean Bobbitt als Kameramann. Mit Beginn der Produktion wurde bekannt, dass Samuel L. Jackson in seiner Rolle als Nick Fury zurückkehrt. Weitere Aufnahmen sind unter anderem in Los Angeles und New Jersey geplant.

## Synchronisation
Die deutschsprachige Synchronisation entstand bei Interopa Film in Berlin nach einem Dialogbuch von Nathan Bechhofer und unter der Dialogregie von Zoë Beck. Die Rolle des Beast wurde anstelle von Uli Krohm mit Hanns-Jörg Krumpholz neubesetzt.
| Rolle                          | Schauspieler      | Synchronsprecher         |
| ------------------------------ | ----------------- | ------------------------ |
| Carol Danvers / Captain Marvel | Brie Larson       | Yvonne Greitzke          |
| Monica Rambeau / Photon        | Teyonah Parris    | Jacqueline Belle         |
| Kamala Khan / Ms. Marvel       | Iman Vellani      | Clara Drews              |
| Nick Fury                      | Samuel L. Jackson | Engelbert von Nordhausen |
| Dar-Benn                       | Zawe Ashton       | Nurcan Özdemir           |
| Kaiser Dro’ge                  | Gary Lewis        | Erich Räuker             |
| Prinz Yan                      | Park Seo-joon     | Arne Stephan             |
| Ty-Rone                        | Daniel Ings       | Nils Nelleßen            |
| Muneeba Khan                   | Zenobia Shroff    | Silvia Mißbach           |
| Yusuf Khan                     | Mohan Kapur       | Axel Strothmann          |
| Aamir Khan                     | Saagar Shaikh     | Florian Hoffmann         |
| König Walküre                  | Tessa Thompson    | Marieke Oeffinger        |
| Kate Bishop / Hawkeye          | Hailee Steinfeld  | Lena Schmidtke           |
| Maria Rambeau                  | Lashana Lynch     | Flavia Vinzens           |
| Dr. Hank McCoy / Beast         | Kelsey Grammer    | Hanns-Jörg Krumpholz     |

## Musik
Die Filmmusik komponierte, wie auch schon zuvor für die MCU-Serien What If…? und Ms. Marvel, Laura Karpman Anfang November 2023 veröffentlichten Hollywood Records & Marvel Music mit Higher. Further. Faster. das erste Musikstück aus dem Film als Download. Das komplette Soundtrack-Album mit insgesamt 28 Musikstücken soll eine Woche später veröffentlicht werden.

## Veröffentlichung
Ein erster Teaser zum Film wurde am 11. April 2023 veröffentlicht; ein Trailer folgte am 20. Juli 2023. The Marvels sollte ursprünglich am 8. Juli 2022 in die US-amerikanischen Kinos kommen. Später erfolgten allerdings mehrere Verschiebungen des US-Starttermins, so zunächst auf den 11. November 2022, dann auf den 17. Februar 2023, den 28. Juli 2023 und schließlich auf den 10. November 2023. In Deutschland und Österreich lief der Film bereits zwei Tage zuvor in den Kinos an.
Ab dem 7. Februar 2024 wurde der Film in Deutschland in das Programm von Disney+ aufgenommen.

## Rezeption

### Kritiken
The Marvels ist nach dem Tomatometer von Rotten Tomatoes bei den Kritikern auf Platz 3 der unbeliebtesten MCU-Filme. Der Film erhielt dort 62 % positive Kritiken und wurde von den 326 dort eingetragenen Kritikern mit durchschnittlich 5,9 von 10 Punkten bewertet. Der Konsens seitens professionellen Film-Kritikern ist: „Witzig, erfrischend kurz und durch die Chemie seiner drei Hauptdarsteller aufgewertet, ist „The Marvels“ trotz seiner überladenen Geschichte und den wirren Tonwechseln leicht zu genießen.“ Bei Metacritic bekam er 50 von 100 möglichen Punkten, basierend auf 56 Kritiken.

### Einspielergebnisse
Am Eröffnungswochenende konnte der Film 46,1 Millionen US-Dollar in den Vereinigten Staaten und 63,3 international einspielen. An den Kinokassen lagen die weltweiten Einnahmen bei 206,09 Millionen Dollar, davon 84,5 in den USA und 121,58 international. Damit ist es der bisher schwächste Marvel-Film aller Zeiten und steht sogar hinter „Der unglaubliche Hulk“. Bei geschätzten Produktionskosten von 270 Mio. US-Dollar ist der Film für Disney ein großer finanzieller Flop. In Deutschland lockte der Film 434.144 Besucher in die Kinos und erzielte 5,1 Mio. Dollar Einnahmen. Die bis zum 5. Dezember 2023 eingespielten knapp 200 Millionen US-Dollar weltweit waren der schlechteste Filmstart aller MCU-Filme.

### Auszeichnungen
Critics’ Choice Super Awards 2024
- Auszeichnung als Beste Darstellerin in einem Superheldenfilm (Iman Vellani)[36]

Hollywood Music in Media Awards 2023
- Auszeichnung für die Beste Filmmusik – Science-Fiction-/Fantasyfilm (Laura Karpman)[37]

Nickelodeon Kids’ Choice Awards 2024
- Nominierung als Bester Film
- Nominierung als Beste Schauspielerin (Brie Larson)

People’s Choice Awards 2024
- Nominierung als Bester Actionfilm
- Nominierung als Beste Darstellerin in einem Actionfilm (Brie Larson)[38]